# Multilingüismo individual
Multilingüismo individual o plurilingüismo individual es la capacidad de una persona de entender y expresarse en varios idiomas. Cuando el número de idiomas es dos, se habla de bilingüismo individual. Típicamente una persona multilingüe no tiene el mismo nivel de competencia en todas las lenguas que conoce, sino que suele dominar más alguna de ellas, que no necesariamente será su lengua materna. También es común que una persona tenga más habilidad con una lengua que con otra según el entorno y tema: por ejemplo, que hable mejor una lengua A en un entorno profesional, pero en cambio domine más una lengua B en un entorno familiar. El nivel de competencia del multilingüe se denomina grado.
Cuando un multilingüe (bilingüe) es poco competente en una de las lenguas, puede hablarse de bilingüismo pasivo si solo habla una lengua pero entiende la otra, o de sesquilingüismo si habla una y puede comunicarse toscamente en la otra.
El multilingüismo individual puede estar relacionado con el multilingüismo social, ya que cuando en una sociedad se hablan varias lenguas es habitual que muchos individuos en esa sociedad hablen esas lenguas o parte de ellas. Sin embargo, es perfectamente posible que haya multilingüismo social con poco multilingüismo individual, y al revés, que haya mucho multilingüismo individual en una sociedad sin multilingüismo social.
Según F. Grosjean (1982) más de la mitad de la población mundial es bilingüe.
El multilingüismo individual es estudiado por la lingüística aplicada, la psicolingüística y la neurolingüística, principalmente.

## Definiciones
Algunas propuestas para definir multilingüismo o bilingüismo son las siguientes:
- Según Yohansen: el hablante bilingüe es aquel que tiene un control nativo de dos o más lenguas. [cita requerida]
- Según Mackey: en una postura intermedia, define el bilingüismo como el uso alternante de dos o más lenguas por parte del mismo individuo. [cita requerida]
- Según M. Romero (1965): el ámbito de referencia de la lingüística como una teoría que se ocupa de un hablante u oyente ideal, en una comunidad lingüística homogénea, que conoce su lengua a la perfección. [cita requerida]
- En ese sentido, también coincide la definición de Bloomfield: un dominio de dos lenguas igual que un nativo. (1933, p. 56)
- En el otro extremo, la definición de Macnamara (1969): una persona puede ser denominada bilingüe, si además de las habilidades en su primera lengua tiene habilidades en una de las cuatro modalidades de la segunda lengua (hablar, escuchar, escribir, leer). [cita requerida]
- Para Weinreich (1953): la práctica de utilizar dos lenguas de forma alternativa se denominará bilingüismo y las personas implicadas bilingües.

## Tipos de bilingüismo individual
Para categorizar al bilingüe o multilingüe, Etxebarría Arostegui (1995: 15-18) considera tres rasgos básicos: la autonomía de los códigos, la alternancia sin problemas de los códigos y la capacidad de expresar los mismos contenidos en ambos sistemas lingüísticos. Y distingue los siguientes tipos de bilingüismo:
- Según la relación entre lenguaje y pensamiento:
  - Bilingües compuestos: Personas criadas desde la infancia en un entorno doméstico bilingüe.
  - Bilingües coordinados: Personas que aprenden el segundo idioma algo más tarde.
- Según la competencia lingüística:
  - Bilingües equilibrados: Dominio similar de las dos lenguas.
  - Bilingües dominantes: Predominio de una lengua sobre la otra en cuanto a su dominio.
- Según la edad de adquisición:
  - Bilingües de infancia: Adquisición simultánea de las dos lenguas (entorno doméstico bilingüe), o adquisición de las dos lenguas de forma consecutiva. Un ejemplo de esto último sería el traslado de la familia del niño a un país con uso de una lengua distinta.
  - Bilingües de adolescencia: Cuando se adquiere después de la pubertad.
  - Bilingües de edad adulta: Cuando se adquiere a partir de los veinte años.
- Según las relaciones de estatus sociocultural de las dos lenguas:
  - Bilingües aditivos: Cuando las dos lenguas tienen un mismo estatus sociocultural.
  - Bilingües sustractivos: Cuando una de las dos lenguas posee un mayor estatus sociocultural que otra, es decir, está mejor valorada. (ver diglosia)
- Según la pertenencia y la identidad culturales:
  - Bilingües aculturados: Aquellas personas que renuncian a su cultura de origen y adoptan la cultura de la segunda lengua.
  - Bilingües monoculturales: Aquellas personas que se identifican únicamente con un grupo cultural a pesar de hablar las dos lenguas.
  - Bilingües biculturales: Aquellas personas que se identifican positivamente con los grupos culturales de ambas lenguas, y se reconocen como miembros en dichos grupos.
- Según el uso lingüístico:
  - En función de en qué ámbitos usa las lenguas (familiar, profesional, escolar, comunidades concretas, etc.).

Por su parte, Blázquez Ortigosa distingue un tipo de bilingüe prácticamente imposible a nivel teórico y otros en función de sus destrezas.
- Equilingüe/ambilingüe: Situación de dominio perfecto e igual de dos idiomas sobre todos los temas.
- Activo: Tiene destrezas productivas como fluidez y/o escritura.
- Pasivo: Solo tiene destrezas receptivas como comprensión y/o lectura en la segunda lengua.

Weinreich (1953) distinguía tres tipos de bilingüismo:
- Bilingüismo coordinado: Las palabras equivalentes en dos lenguas se refieren a conceptos diferentes o tienen significados ligeramente diferentes.
- Bilingüismo compuesto: Las dos formas tienen un significado idéntico.
- Bilingüismo subordinado: Una lengua es la dominante y las palabras de la lengua no dominante se interpretan a través de las palabras de la lengua dominante.

## Multilingüismo y psicología
El multilingüismo es un tema de actualidad en el ámbito de la psicología y de la educación desde hace muchos años; aunque la competencia lingüística de los bilingües o multilingües ha sido un tema de interés y estudio por parte de lingüistas, pedagogos, maestros, sociólogos, politólogos y políticos a través del tiempo, especialmente en el siglo XX. Son fundamentalmente tres los hechos que han contribuido a esta estudio:
- El propio desarrollo de la investigación psicológica en este campo, preferentemente de los modelos psicolingüísticos y de la preocupación por el desarrollo de los procesos cognitivos.
- El resurgir político de los nacionalismos y, con ellos, de la reivindicación de las lenguas nacionales a menudo ahogadas por la fuerza de las lenguas de los Estados; así como las resistencias de los poderes centralistas al ver desplazada una lengua de un territorio en el que había conseguido una fuerte implantación.
- Los movimientos migratorios y las sociedades multiculturales, que como consecuencia de ello emergen en Estados Unidos y Europa principalmente. Los grupos sociales, a medida que crecen en número y en tiempo de asentamiento reivindican cada vez más, el respeto a su propia lengua y cultura por parte de los países acogedores.

Además de estos tres, existe una interrelación geográfica que se debe al desarrollo de los transportes y medios de comunicación, que hace que los contactos interculturales sean cada vez más frecuentes. Grandes masas de población, por motivos laborales o turísticos, se desplazan de una zona a otra conservando su propia lengua y entran en contacto con otra cultura de lengua distinta. Unas veces por tiempos muy limitados, otras de forma casi permanente. Aparecen factores económicos mundiales que han puesto de relieve la importancia que tiene el conocimiento de algunas lenguas para la comunicación, hasta tal punto que en estos momentos, en muchos ámbitos laborales, conocer una segunda lengua es muy necesario.

## Multilingüismo y cerebro
El bilingüismo y multilingüismo ha sido estudiada por muchos investigadores, especialmente por Bialystok y colegas, para entender los circuitos neurológicos involucrados en el control y producción de las lenguas. Los resultados presentan diferentes explicaciones e indican que muchos factores contribuyen a las diferencias en cada persona, como la edad de adquisición de la segunda lengua (L2) y el nivel de exposición a dicha lengua. Anteriormente se pensaba que las dos lenguas eran procesadas en diferentes partes del cerebro, pero la evidencia actual presenta que la primera lengua (L1) y la segunda lengua (L2) son procesadas por las mismas partes del cerebro. 
La teoría de la adquisición de la L2 de Ullman afirma que eso depende de mecanismos y estructuras cerebrales diferentes a los usados en la adquisición de la L1; el conocimiento gramatical de la L2 es declarativo mientras que el de la L1 es implícito. Sin embargo, según esta teoría, el conocimiento léxico está representado en el sistema de memoria declarativo para ambas lenguas; los dos tipos de conocimiento están procesados en diferentes partes del cerebro (un circuito del ganglio basal frontal del hemisferio izquierdo para conocimiento implícito y áreas para lenguas en el lóbulo temporal del hemisferio izquierdo para conocimiento declarativo). En resumen, la hipótesis de Ullman afirma que la adquisición de L2 depende de estructuras y mecanismos diferentes a los usados en la adquisición de la L1.
Investigaciones con técnicas de diagnóstico por imagen para el estudio del cerebro bilingüe ofrecen la oportunidad de evaluar las estructuras que representan la L2. Los resultados de estas investigaciones contradicen la hipótesis de Ullman, ya que se ha observado que las estructuras cerebrales usadas en el procesamiento gramatical, incluyendo el área de Broca y el ganglio basal, son las mismas para L1 y L2. La activación adicional se ha visto en los bilingües con menos competencia o adquisición posterior.
Se puede adquirir la segunda lengua en cualquier edad, pero cuando se adquiere posteriormente (después de los seis años), el nivel de competencia es más reducido. En pruebas de gramática realizadas a bilingües con un buen nivel de competencia, no se observa ninguna diferencia entre la L1 y la L2, pero en bilingües con posterior adquisición de la L2 con igual nivel de competencia, se observa que estos necesitan activar adicionalmente recursos neurales. En el caso del grupo con posterior adquisición, la diferencia estaba en el área de Broca. Sin embargo, en ambos grupos, las pruebas de semántica muestran igual activación nivel para L1 y L2. En otra investigación de Sakai y cols., usaron resonancia magnética funcional (fMRI) y encontraron que la adquisición de competencia gramática en gemelos bilingües con adquisición posterior está realizada por el mismo sistema neural que se usa para la competencia gramática de L1.
Ojemann y Whitaker estudiaron el rendimiento de denominación de lenguas en dos pacientes bilingües. Los autores aplicaron estimulación eléctrica cortical y encontraron que las áreas cerebrales dentro del hemisferio izquierdo (HI) (área de Broca y lóbulo parietal inferior) afectaban de manera similar a ambas lenguas. En ambos casos, la representación de la L2 fue mayor que la primera. Así concluyeron que los resultados dependen del grado de dominio de cada lengua; con un menor conocimiento de una lengua, mayor será el espacio que requiera en el cerebro. Estos resultados se atribuyen al grado de automatización de cada lengua, necesitará mayor superficie cerebral para la representación de la lengua con menos automatización.
Hull et al. estudiaron la lateralización cerebral de dos lenguas y plantearon que está influida por la edad de adquisición de la L2. Los bilingües que adquieren su L2 antes de los seis años muestran una mayor participación de ambos hemisferios, mientras que en aquellos que adquieren la L2 posteriormente el hemisferio izquierdo es dominante para las dos lenguas.
Gómez-Ruiz concluye que la explicación más probable es que las lenguas estén representadas como subsistemas microanatómicos distintos dentro de las mismas regiones cerebrales y que son independientes tanto en el campo estructural como funcional.
En cuanto al proceso de traducción comparado con lectura, se activa la cingulada anterior y bilateral, estructuras subcorticales. Price et al. afirman que esta activación se debe a la coordinación de las operaciones mentales al traducir. Cuando se cambia la lengua se observa más activación en el área de Broca y en la circunvolución bilateral supramarginal. Estas áreas han estado implicadas en la navegación de la ortografía a la fonología, así que el procesamiento fonológico podría ser una fuente de dificultad cuando se cambia la lengua.

### Bilingüismo y control ejecutivo
Estudios realizados a finales del siglo XX señalaban al bilingüismo como un factor responsable de un menor desempeño cognoscitivo, académico y sobre todo lingüístico. Hasta la primera mitad del siglo XX, numerosos lingüistas realizaron estudios con hablantes cuya edad no superaba la franja en la que se sitúa la pubertad; debido a que a partir de la adolescencia, se reduce la eficacia en la capacidad de adquisición de una lengua. La conclusión compartida por la gran mayoría de personas residía en que la agilidad mental y la capacidad intelectual de los hablantes monolingües estaba más desarrollada que la de los bilingües; sin embargo, investigaciones más recientes han encontrado que el bilingüismo supone más bien una razón de mejora cognitiva y académica.
En 1962, un estudio publicado por los autores Peal y Lambert supuso una fuerte crítica sobre todas las teorías previas que los lingüistas habían elaborado sobre el bilingüismo. En su trabajo negaron que el bilingüismo supusiese un degeneramiento en la capacidad intelectual del hablante, atribuyendo tal idea a una gran cantidad de errores en la metodología de los estudios anteriores; además, ellos mismos realizaron un experimento con niños bilingües en inglés y francés; en los que demostraban que uno de los pocos factores negativos ciertos, postulados por trabajos anteriores, era una mayor agilidad en la relación de conceptos y procesamiento de información, debido a que al poseer más de una lengua, la mente del bilingüe abarca una mayor cantidad de palabras asociadas a un mismo concepto que un monolingüe, por lo que el tiempo de la asociación cognitiva entre la idea y la palabra que lo representa es mayor.
Hay una gran cantidad de autores que plantearon diversas teorías para intentar demostrar que, en última instancia, el bilingüismo supone un factor más beneficioso para el desarrollo intelectual que el hablar una sola lengua. Por ejemplo, Arsenian (1937) establece que el dominar una lengua supone disponer de una realidad individual; por lo tanto, según nuestro cerebro vaya adquiriendo un mayor número de lenguas, el número de realidades de las que dispongamos en nuestro cerebro será también superior. Por otro lado, Leopold (1949), argumenta que la ventaja de un hablante bilingüe reside en que, al tener una gran cantidad de palabras para un mismo concepto, el hablante aprenderá a centrar su atención en el contenido del mensaje, restando importancia al significante que lo represente. Este es un claro ejemplo de la ruptura de la teoría que sostiene que el lenguaje y el pensamiento están directamente ligados. 
Si bien es un hecho comprobado que los niños bilingües tienen competencias más pobres en ciertas áreas relacionadas al lenguaje que los monolingües, esto pierde validez al combinar los resultados de la competencia en las L1 y L2 de los bilingües. Los trabajos de Bialystok y colegas han evidenciado que la necesidad de controlar interferencias en los dos idiomas a un tiempo (puesto que L1 y L2 son activadas al unísono en la corteza), resulta en un aumento de las capacidades de control inhibitorio de la atención ejecutiva Esta mejora de las capacidades cognoscitivas se extiende hasta la edad adulta y se ha relacionado como un factor de reserva cognitiva en la vejez, con pruebas de demora en la edad de inicio de la Enfermedad de Alzheimer de entre cuatro y cinco años. Otro de los beneficios recientemente demostrados es que la enseñanza bilingüe también contribuye a mejorar la producción escrita de la lengua natal.
Todo esto sería debido según estas teorías al control bilingüe de la interferencia entre L1 y L2, que es un mecanismo hipotético de control constante que resuelve la competición de la activación de una lengua sobre la otra y permite el uso de una sola lengua en el contexto correcto.

## La interferencia lingüística
El término interferencia se origina en la física ondulatoria, pero con el tiempo su uso se extendió hacia otras disciplinas, por ejemplo: En la electrónica y las telecomunicaciones, la psicología, la pedagogía, la lingüística, entre otras. La primera definición de interferencia lingüística que surgió desde una perspectiva sociolingüística es la del lingüista estadounidense Uriel Weinreich (1926-1967) que entiende por interferencia aquellos casos de desviación de las normas de cualesquiera de las lenguas en contacto que ocurren en el habla de los bilingües, como consecuencia del contacto lingüístico (Weinreich, 1996:29). A partir de su obra, proliferó la literatura sobre el tema de la interferencia, pero al reunir las definiciones de otros especialistas, se puede constatar que no han llegado a un consenso sobre el alcance del término. Algunos consideran la interferencia en sentido amplio, como cualquier marca de una lengua en otra (Mackey, 1976; Payrató, 1985; Sala, 1988; Baetens, 1989). Otros como Hammers y Blanch (1983) la asocian directamente con el code-switching (alternancia de código); y Hangen (1956) identifica como interferencia tanto a los fenómenos de contacto (cambio de código, integración, importación, etc.) como a la invasión de una lengua sobre otra, lo que sería una interferencia en sentido estricto. Por otra parte, tampoco está claro si puede considerarse o no una desviación respecto de la norma: para Baetens sí lo es (1989), pero no lo es según Payrató (1985:62), quien afirma que la interferencia sólo se podría considerar un error en determinados tipos de trabajos muy concretos. Finalmente, algunos autores la definen a partir de la gramaticalidad o agramaticalidad del resultado del contacto (López Morales, 1989; Silva-Corvalán, 1989; De Granda, 1996).

### Tipos de interferencia lingüística
Interferencia o transferencia negativa
Se da cuando las estructuras son diferentes en ambas lenguas y retardan el aprendizaje. Estas son las más difíciles de cambiar cuanto menos obvia es la diferencia entre las lenguas. Algunos ejemplos son: la pronunciación de los sonidos /r/ y /l/ en inglés por un hispano hablante; el caso de la ortografía de palabras que se parecen en ambas lenguas, pero tienen letras distintas; estructuras gramaticales muy similares con mínimas diferencias de forma gramatical o de entonación, entre otros. 
Interferencia o transferencia positiva o de facilitación
Cuando las estructuras se parecen entre sí y aceleran el aprendizaje. Si las estructuras ya existen en la lengua materna y se pueden transferir a la lengua extranjera con relativa facilidad, como es el caso de algunos sonidos (/s/, /f/), formación de palabras con prefijos latinos, griegos, etc., el profesor puede apoyarse de esta transferencia para ampliar el volumen de elementos lingüísticos; por ejemplo, el vocabulario internacional (palabras como radio, televisión). 
Interferencia o transferencia cero
Si las estructuras no existen en la lengua materna es necesario formar nuevos hábitos; por ejemplo, para la articulación de nuevos sonidos. Esta es una variante negativa, pues los alumnos tienden a sustituir lo nuevo en una lengua por algo conocido de la suya propia. 
Interferencias morfosintácticas
Los estudiantes, tanto de inglés como de español, usan los artículos de manera incorrecta. Por esta razón se debe insistir en las similitudes y diferencias entre los artículos de ambas lenguas, y en el análisis de los errores en el uso como resultado de la interferencia del español.
Interferencias fonéticas
Una posible interferencia es la diferencia que existe en muchos casos entre la escritura y la pronunciación; lo cual dificulta decir oralmente lo que se conoce por escrito. El idioma inglés se pronuncia de modos muy variados, según el país o la región en que se habla, al igual que ocurre con nuestra lengua materna. Pero también, como en nuestro caso, hay una base común de regularidades que permite que sus hablantes se comprendan entre sí.